# كلاي سميث (ملحن)
كلاي سميث (بالإنجليزية: Clay Smith)‏ هو ملحن أمريكي، ولد في 29 يونيو 1953.